# Ajka Kristály SE (teke)
Az Ajka Kristály SE tekeszakosztálya Ajka tekecsapata, amely a Positive Adamsky Szuperligában szerepel.

## Elnevezései
Teljes nevének (Ajka Kristály SE) használata a köznyelvben ritka, a médiában inkább csak Ajka kristályként hivatkoznak.

## Története
Az Ajka Kristály SE tekeszakosztályának játékosai csak dunántúli játékosokból állnak. Nagy igazolásnak számít a Győr-SZOL TC-ből érkező Lendvai András. Maga az Ajka Kristály kristályüveggyár 1878-ban alakult.

## Pálya
Az Ajka Kristály SE mérkőzéseit az Ajka Kristály SE Sporttelep tekecsarnokában játssza.

## Játékoskeret
| Név                | Nemzetiség   | Születési hely | Születési idő | Korábbi csapat       |
| ------------------ | ------------ | -------------- | ------------- | -------------------- |
| Ifjúsági játékosok |              |                |               |                      |
| Hoffmann Bence     | Magyarország | Nem publikus   | Nem publikus  | Nincs                |
| Nemes Milán        | Magyarország | Nem publikus   | Nem publikus  | Nincs                |
| Mádl Kornél        | Magyarország | Nem publikus   | Nem publikus  | Nincs                |
| Sári András        | Magyarország | Nem publikus   | Nem publikus  | Nincs                |
| Tóth Attila László | Magyarország | Nem publikus   | Nem publikus  | Nincs                |
| Felnőtt játékosok  |              |                |               |                      |
| Berzsenyi László   | Magyarország | Devecser       | 1972.07.09.   | Nincs                |
| Dr. Tóth Zoltán    | Magyarország | Nem publikus   | Nem publikus  | Nincs                |
| Fodor Szilárd      | Magyarország | Pápa           | 1981.03.31.   | Elekthermax Vasas SE |
| Kovács Gábor       | Magyarország | Nem publikus   | Nem publikus  | Nincs                |
| Lendvai András     | Magyarország | Pápa           | Nem publikus  | Győr-SZOL TC         |
| Magyar Attila      | Magyarország | Ajka           | 1976.08.09.   | Nincs                |
| Szabó Károly       | Magyarország | Nem publikus   | Nem publikus  | Nincs                |
| Tóth László        | Magyarország | Nem publikus   | Nem publikus  | Nincs                |
| Tóth Martin        | Magyarország | Ajka           | 1995.09.29.   | Nincs                |